# Semblana
Semblana é uma localidade situada na freguesia de Senhora da Graça de Padrões, concelho de Almodôvar, distrito de Beja.